# Brown Eyed Handsome Man
Brown Eyed Handsome Man — пісня Чака Беррі, випущена 1956 року. Вийшла в альбомі After School Session, а також як сингл.
Ця пісня потрапила до списку 500 найкращих пісень усіх часів за версією журналу Rolling Stone.